# Maksutov (Mondkrater)
Maksutov ist ein Einschlagkrater auf der südlichen Hemisphäre der Rückseite des Erdmondes und kann deshalb von der Erde aus nicht direkt beobachtet werden. Er liegt südsüdwestlich des Riesenkraters Oppenheimer. Im Südwesten befindet sich der Krater Nishina und westnordwestlich zeichnet sich die Formation der miteinander verbundenen Krater Davisson, Leibniz und Finsen ab. Der Krater wurde 1970 nach dem russischen Optiker Dmitri Dmitrijewitsch Maksutow benannt.
Maksutov besitzt einen klar abgezeichneten äußeren Rand, der auch kaum Erosion durch spätere Einschläge aufweist. Auffälliger ist jedoch der von Lava überflutete Kraterboden. Die nahezu vollkommen ebene Fläche zeigt eine niedrigere Albedo, die für von basaltischer Lava bedeckte Flächen charakteristisch ist. Die inneren Kraterwände variieren in ihrer Stärke, wobei sich der schmälste Teil im Südosten befindet, während vor allem die nördlichen Teile deutlich mächtiger sind.
| Buchstabe | Position            | Durchmesser | Link |
| --------- | ------------------- | ----------- | ---- |
| U         | 40,35° S, 171,03° W | 22 km       |      |